# Цянь Цуньсюнь
Цянь Цуньсю́нь (кит. трад. 錢存訓, пиньинь Qián Cúnxùn, англ. Tsien Tsuen-hsuin, также известен как T. H. Tsien; 1910—2015) — американский синолог и библиотекарь китайского происхождения.
Известен своими исследованиями истории китайской книги, китайской библиографии, а также истории бумаги и печати в Китае. Также стал широко известен тем, что рисковал своей жизнью, чтобы контрабандным путём вывезти десятки тысяч редких книг за пределы оккупированного Японией Китая во время Второй мировой войны.

## Биография
Родился 11 января 1910 года в области Тайчжоу провинции Цзянсу в семье, происходящей от Цянь Лю, основателя государства Уюэ. Его отец Цянь Вэйчжэнь был известным исследователем буддизма, а его прадед Цянь Гуйсэнь являлся членом Академии Ханьлинь.
Цянь Цуньсюнь начал свое образование с частным репетитором в 1916 году, затем поступил в начальную школу №2 уезда Тайсянь (после Синьхайской революции в Китае были упразднены области, поэтому область Тайчжоу была преобразована в уезд Тайсянь). Продолжив образование в школе следующей ступени он начал заниматься политической деятельностью. По окончании школы в 1925 году присоединился к «Молодёжному обществу» в и редактировал выпускаемый им журнал. За свою политическую деятельность Цянь Цуньсюнь и его коллеги были арестованы, но семье удалось добиться его освобождения, при этом директор школы был казнен. Цянь Цуньсюнь не рискнул оставаться в уезде Тайсянь и уехал в Нанкин — в родные места он больше не возвращался никогда. В 1927 году он записался в армию, участвовал в Северном походе гоминьдановской Национально-революционной армии Китая под руководством Чан Кайши.
В 1928 году Цянь Цуньсюнь поступил в Нанкинский университет, окончил его в 1932 году, получив учёную степень магистра библиотечного дела. Работал в библиотеке Шанхайского университета транспорта, затем — в Нанкинском филиале Национальной библиотеки Китая. В начале 1937 года по инициативе Национальной библиотеки Цянь Цунсюнь был переведён в филиал в Шанхае, где курировал большую группу редких книг и рукописей, которые правительство Китая отправило туда в 1931 году, когда японская армия вторглась в Маньчжурию.
Во время Второй мировой войны, из-за возникшей угрозы потери таких редких книг, упаковал около 30 000 из них для отправки в США на хранение. Чтобы избежать японской конфискации, он декларировал их как новые книги и отправлял небольшими партиями, когда на дежурстве находился дружелюбный китайский таможенник. Позже Библиотека Конгресса микрофильмировала эту коллекцию книг.
После окончания войны Цянь был отправлен в 1947 году в Соединенные Штаты, чтобы организовать репатриацию этих книг. Однако гражданская война в Китае помешала возврату книг и его собственному возвращению в Китай. В середине 1960-х годов Соединенные Штаты передали книги Тайваню. В настоящее время они находятся в Музее императорского дворца в Тайбэе.
Профессор китайского языка Чикагского университета Херрли Крил пригласил Цянь Цуньсюня на работу в университет, где китайский специалист библиотечного дела работал в Библиотечной школе (Library School) и вскоре стал куратором Дальневосточной библиотеки (Far Eastern Library) и преподавателем китайской литературы на кафедре восточных языков и литературы. Он также получил степень магистра и доктора в библиотечной школе, а в 1957 году был удостоен степени Ph.D — его диссертация «Written on Bamboo and Silk:The Beginnings of Chinese Books and Inscriptions» была опубликована издательством Чикагского университета в 1962 году.
Цянь Цуньсюнь был удостоен наград Нанкинского и Чикагского университетов, а также Национальной библиотеки Китая. В 2007 году Нанкинский университет назвал в его честь свою библиотеку, которой Цуньсюнь подарил около тысячи книг из собственной коллекции.
Умер 9 апреля 2015 года в Чикаго. Был похоронен рядом с женой на кладбище Concordia Cemetery в городе Форест-Парк, штат Иллинойс.
Был женат с 1936 года на Сюй Вэнь-чин — одном из первых учителей китайского языка в Чикагском университете. У них было три дочери.